# Myriam Sylla
Myriam Fatime Sylla, född 8 januari 1995 i Palermo, Italien, är en italiensk volleybollspelare. 
Hon har på klubbnivå spelat för Gruppo Sportivo Oratorio Pallavolo Femminile Villa Cortese (B), Volley Bergamo och Imoco Volley Conegliano.. Med Italiens damlandslag i volleyboll har hon tagit guld (2021) samt brons (2019) vid EM samt silver (2018) och brons (2022) vid VM.